# Роснефтегаз
«Роснефтега́з» — российская компания, управляющая активами в области нефтяной и газовой промышленности. «Роснефтегаз» — владелец контрольного пакета акций «Роснефти», 10,97 % акций «Газпрома», а также 26,36 % акций ОАО «Интер РАО». Полное наименование — акционерное общество «Роснефтегаз».
100 % акций «Роснефтегаза» принадлежат государству в лице Росимущества.

## История
В 1991 году на базе расформированного Министерства нефтяной и газовой промышленности СССР была создана государственная нефтяная компания «Роснефтегаз». В 1993 году она была преобразована в государственное предприятие «Роснефть» и, соответственно, прекратила свое существование. В сентябре 1995 года «Роснефть» была акционирована.
В 2004 году президент России Владимир Путин объявил, что государство отдаст «Газпрому» контроль над «Роснефтью» в обмен на 10,74 % «Газпрома». Подобным образом государство рассчитывало сконцентрировать в своих руках контрольный пакет акций «Газпрома». Однако «Роснефти» удалось сохранить независимость: в декабре 2004 года после дела «Юкоса» она купила «Юганскнефтегаз» у компании «Байкалфинансгруп», что коренным образом изменило не только финансовые показатели «Роснефти», но и её риски.
В дальнейшем пакеты акций «Газпрома» и «Роснефти» остались на балансе вновь созданного концерна «Роснефтегаз»: было объявлено, что слияния компаний не будет, а необходимое количество акций «Газпрома» государство приобретет за деньги. В 2005 году «Роснефтегаз» за счет кредита зарубежных банков (в сумме $7,6 млрд.) купил у дочерних компаний «Газпрома» 10,74 % его акций.
Концерн «Роснефтегаз» создавался как «временное хранилище» акций «Роснефти» и «Газпрома», и предполагалось, что он будет ликвидирован, как только погасит многомиллиардный кредит. «Роснефтегаз» вернул банкам деньги в середине 2006 года, но существует до сих пор.
В декабре 2016 года В. Путин разъяснил, что деньги, принадлежащие «Роснефтегазу» за счет дивидендов от принадлежащих ему акций компаний, могут в ряде случаев использоваться для решения задач правительства. В частности, в 2015—2016 годах Роснефтегаз принимал участие в финансировании нескольких научных и образовательных проектов, строительства нескольких электростанций, а также проектов в области авиации (двигатель большой тяги для ШФДМС).

## Деятельность
Деятельность компании заключается во владении государственными пакетами акций:
- ПАО «Роснефть» (до марта 2013 — 75,16 % акций, затем 69,5 %[10], с 2016 года до марта 2020[11] 50 % + 1 акция[12], затем предположительно уменьшился на 9,6 % акций[13], и, по мнению Михаила Крутихина[14], контрольный пакет был утерян), по состоянию на 1 июля 2021 доля составила 40,4 %[15]
- ПАО «Газпром» — 10,97 %
- ОАО «Росгазификация» — 74,55 %
- ПАО «Интер РАО» — 27,63 %[16]
- 7 % Каспийский трубопроводный консорциум[17][18].

Стоимость данных пакетов на 15 февраля 2008 года — 94,9 млрд $.
Численность персонала — около 20 человек. Выручка «Роснефтегаза» за 2013 год составила 264,5 млрд руб., чистая прибыль — 161 млрд руб. При этом большая часть доходов компании — дивиденды по акциям «Роснефти» и «Газпрома».

## Санкции
24 февраля 2023 года, в годовщину начала вторжения на Украину, Роснефтегаз внесён в санкционный список Канады.

## Примечание
1. 1 2  ВЕДОМОСТИ - У «Роснефтегаза» новый руководитель. Дата обращения: 9 декабря 2016. Архивировано 21 декабря 2016 года.
2. ↑  Источник. Дата обращения: 9 декабря 2016. Архивировано 20 декабря 2016 года.
3. 1 2 3 4  Годовой отчет 2014 года. Дата обращения: 9 декабря 2016. Архивировано 20 декабря 2016 года.
4. ↑  Годовой отчет 2012 года. Дата обращения: 9 декабря 2016. Архивировано 20 декабря 2016 года.
5. ↑  СПИСОК АФФИЛИРОВАННЫХ ЛИЦ Открытое акционерное общество «РОСНЕФТЕГАЗ» 55032-Е Архивная копия от 15 января 2019 на Wayback Machine на 03.06.2015
6. ↑  Антон Варшавский (2 мая 2005). «Роснефть» занесли в черные списки. Газета.Ru. Архивировано 19 октября 2017. Дата обращения: 19 октября 2017.
7. ↑  Екатерина Дербилова (28 декабря 2006). Избавиться от "Роснефтегаза". Ведомости. Архивировано 19 октября 2017. Дата обращения: 19 октября 2017. {{cite news}}: Неизвестный параметр |coauthors= игнорируется (|author= предлагается) (справка)
8. ↑  Чиновники ликвидируют лучшую половину владельца "Роснефти". Lenta.ru. 28 декабря 2006. Архивировано 19 июня 2020. Дата обращения: 19 октября 2017.
9. ↑  Маргарита Папченкова (26 декабря 2016). Владимир Путин: «Роснефтегаз» – это еще один бюджет правительства. Так он объяснил «Ведомостям», почему в госхолдинге оседает часть доходов государства. Ведомости. Архивировано 2 февраля 2017. Дата обращения: 21 января 2017. {{cite news}}: Неизвестный параметр |coauthors= игнорируется (|author= предлагается) (справка)
10. ↑  "Роснефтегаз" сократил долю в "Роснефти" до 69,5%, ВР зачислила на баланс 18,5%. Прайм. 22 марта 2013. Архивировано 1 февраля 2014. Дата обращения: 18 января 2014.
11. ↑  Состав акционеров (держателей акций) ПАО «НК «Роснефть» по состоянию на 1 марта 2020 г. rosneft.ru. Дата обращения: 15 мая 2020. Архивировано 20 мая 2020 года.
12. ↑  Glencore: цена покупки пакета «Роснефти» — 10,2 млрд евро Архивная копия от 27 октября 2020 на Wayback Machine / Ведомости, 8 декабря 2016: «Консорциум Glencore и Qatar Investment Authority покупают 19,5 % акций „Роснефти“ .. проданные акции — часть давно сформированного пакета „Роснефтегаза“»
13. ↑  Государство формально может потерять контрольный пакет в «Роснефти». Ведомости (30 марта 2020). Дата обращения: 15 мая 2020. Архивировано 16 мая 2020 года.
14. ↑  Россия потеряла контрольный пакет «Роснефти». Комментарий Михаила Крутихина. znak.com (31 марта 2020). Дата обращения: 15 мая 2020. Архивировано 26 мая 2020 года.
15. ↑  Структура акционерного капитала. Роснефть. Дата обращения: 15 мая 2020. Архивировано 20 мая 2020 года.
16. ↑  Структура акционерного капитала ОАО «Интер РАО». ОАО «Интер РАО». Архивировано 20 января 2017 года.
17. ↑  Екатерина Дербилова. Лучше меньше, да позже Архивная копия от 29 августа 2008 на Wayback Machine // Ведомости, № 160 (1934), 28 августа 2007
18. 1 2  Оксана Гавшина. Сдачи не надо Архивная копия от 5 июля 2010 на Wayback Machine // Ведомости, № 120 (2638), 02 июля 2010
19. ↑  Lenta.ru: Роснефтегаз. Дата обращения: 4 декабря 2013. Архивировано 4 декабря 2013 года.
20. ↑  Финам.ru - В 2013 году "Роснефтегаз" увеличил чистую прибыль по РСБУ в 1,9 раза, до 161 млрд рублей - Новости компаний. Дата обращения: 12 апреля 2014. Архивировано 11 апреля 2014 года.
21. ↑  Канада ввела санкции против Валентины Матвиенко, Татьяны Голиковой, олигарха Мордашова и "Юнармии". Настоящее Время. Дата обращения: 25 февраля 2023. Архивировано 12 апреля 2023 года.